# Associazione Sportiva Fanfulla 1945-1946
Questa pagina raccoglie le informazioni riguardanti l'Associazione Sportiva Fanfulla nelle competizioni ufficiali della stagione 1945-1946.

## Stagione
Nella prima stagione ufficiale del dopoguerra, la stagione 1945-1946, la squadra bianconera del Fanfulla partecipa al campionato di Serie B e C Nord girone B. Si classifica al settimo posto con 21 punti.

## Rosa
| N. |                   | Ruolo | Calciatore         |
| -- | ----------------- | ----- | ------------------ |
|    | Italia (bandiera) | P     | Angelo Mariani     |
|    | Italia (bandiera) | P     | Alessandro Fregoni |
|    | Italia (bandiera) | D     | Mario Acerbi       |
|    | Italia (bandiera) | D     | Giovanni Antorri   |
|    | Italia (bandiera) | D     | Mario Trezzi       |
|    | Italia (bandiera) | D     | Giuseppe Mettica   |
|    | Italia (bandiera) | D     | Bruno Zucchelli    |
|    | Italia (bandiera) | D     | Erminio Teruzzi    |
|    | Italia (bandiera) | C     | Ottorino Bossi     |
|    | Italia (bandiera) | C     | Carlo Cattaneo     |
|    | Italia (bandiera) | C     | Elvezio Granata    |
|    | Italia (bandiera) | C     | Carlo Kaffenigg    |

| N. |                   | Ruolo | Calciatore         |
| -- | ----------------- | ----- | ------------------ |
|    | Italia (bandiera) | C     | Bruno Orzan        |
|    | Italia (bandiera) | C     | Aldo Sacco         |
|    | Italia (bandiera) | C     | Luigi Sichel       |
|    | Italia (bandiera) | C     | Guglielmo Toros    |
|    | Italia (bandiera) | A     | Luciano Agosti     |
|    | Italia (bandiera) | A     | Vittorio Barberis  |
|    | Italia (bandiera) | A     | Mario Begni        |
|    | Italia (bandiera) | A     | Giuseppe Cadregari |
|    | Italia (bandiera) | A     | Tarcisio Galbiati  |
|    | Italia (bandiera) | A     | Antonio Innocenti  |
|    | Italia (bandiera) | A     | Aldo Prata Pizzala |